# Москалькова, Татьяна Николаевна
Татья́на Никола́евна Москалько́ва (род. 30 мая 1955, Витебск, Белорусская ССР, СССР) — сотрудник советских и российских органов внутренних дел, государственный и политический деятель Российской федерации, генерал-майор милиции, юрист. Уполномоченный по правам человека в Российской Федерации с 22 апреля 2016 года.
Депутат Государственной Думы Федерального собрания Российской Федерации V и VI созывов с 24 декабря 2007 по 22 апреля 2016. Доктор юридических наук, доктор философских наук, профессор. Заслуженный юрист Российской Федерации. Генерал-майор милиции (1999).
За распространение дезинформации о российских фильтрационных лагерях на Украине и причастность к депортации украинских детей в ходе российского вторжения в Украину находится под санкциями всех стран Евросоюза, Канады, США и ряда других стран

## Биография
Родилась 30 мая 1955 года в Витебске Белорусской ССР. Её отец был офицером ВДВ, мать — домохозяйкой. Москалькова была вторым ребёнком, и в момент её рождения её отцу исполнилось 36 лет, а матери — 30 лет. Большое влияние на характер Москальковой, по её собственным словам, оказал её старший брат Владимир. Отец умер, когда Москальковой было десять лет, после этого семья переехала в Москву.
В 1972 году работала бухгалтером Инюрколлегии, делопроизводителем, старшим юрисконсультом, консультантом Отдела помилования Президиума Верховного Совета РСФСР.
В 1974 году работала консультантом в отделе по вопросам помилования при Президиуме Верховного Совета РСФСР.
С 1974 по 1984 год работала в Отделе помилования Президиума Верховного Совета РСФСР, занимая должности секретаря, старшего юрисконсульта, консультанта. Была секретарём комитета комсомола.
В 1978 году окончила Всесоюзный юридический заочный институт (ныне — МГЮА).
C 1984 года работала в правовой службе Министерства внутренних дел СССР, занимавшейся в том числе вопросами помилования, в должности от референта до первого заместителя главы правового управления МВД. Уволена 22 декабря 2007 года в связи избранием депутатом, однако при этом она не уволилась из правоохранительных органов, а приостановила службу и осталась в кадрах МВД. По её словам, это позволяло «в любой момент иметь возможность вернуться в систему».

### Политическая карьера
В 1999 году баллотировалась в Государственную думу от партии «Яблоко» в Рыбинском одномандатном округе Ярославской области, но проиграла Анатолию Грешневикову.
В 2007 году была избрана депутатом Государственной думы ФС РФ пятого созыва в составе федерального списка кандидатов, выдвинутого политической партией «Справедливая Россия: Родина/Пенсионеры/Жизнь», была членом фракции «Справедливая Россия», заместителем председателя комитета по делам Содружества Независимых Государств и связям с соотечественниками.
В 2010 году выступала против создания единого Следственного комитета: «сегодня, когда разрушен прокурорский надзор, а суд в целом не может обеспечить необходимый уровень гарантий прав и интересов личности, создавать мощный инструмент репрессивной направленности нельзя».
В 2011 году избрана депутатом Государственной думы ФС РФ шестого созыва, член фракции «Справедливая Россия», заместитель председателя комитета по делам СНГ и связям с соотечественниками, член комиссии по контролю за достоверностью сведений о доходах, об имуществе и обязательствах имущественного характера, представляемых депутатами ГД.
За девять лет работы в Госдуме приняла участие в создании 119 законопроектов. Являлась одним из авторов так называемого закона «День за два, день за полтора», по которому один день пребывания в СИЗО засчитывается за полтора дня пребывания в колонии общего режима и за два дня в колонии-поселении, который в феврале 2016 года был принят Госдумой в первом чтении. В 2013 году поддержала закон о запрете на усыновление российских детей гражданами США, а три года спустя — поправки к закону об НКО (как и сам закон за несколько лет до этого), которые, по мнению ряда правозащитников, ставят под угрозу существование благотворительных фондов.
Также предлагала ряд неоднозначных законодательных инициатив:
- в 2012 году предложила дополнить Уголовный кодекс статьёй «За покушение на нравственность и грубое нарушение правил общежития…», наказывавшей до одного года лишения свободы, причиной, по словам депутата, были акции арт-группы «Война» и Pussy Riot. Однопартийцы законодательную инициативу Москальковой не поддержали, лидер партии Сергей Миронов отмечал: «в наших реалиях принимать такой закон нельзя»[9]. В конце года с группой депутатов предложила проект Закона «О срочной военной службе для женщин»[10][11];
- в 2015 году в условиях кризиса — переименовать МВД в ВЧК и дать ему соответствующие полномочия для наведения порядка, сохранения страны в покое и безопасности[12].

С июля 2012 по 22 апреля 2016 года была председателем общественного совета «Женщины — офицеры России» Общероссийской общественной организации «Офицеры России».

## Уполномоченный по правам человека в РФ
Москалькова официально вступила в должность Уполномоченного по правам человека в Российской Федерации в 2016 году. На этом посту Москалькова в январе 2018 года (как и её предшественники) заявила, что институту уполномоченного по правам человека в России не хватает полномочий. Об этом же говорят и правозащитники.
Назначение Москальковой вызвало неоднозначные отклики негосударственных правозащитников: от опасений до одобрительных комментариев. В дальнейшем оценки деятельности Москальковой были разными. Так, Зоя Светова критиковала Москалькову за визит 2016 года в один из московских СИЗО, в ходе которого заключённые не смогли передать Уполномоченному жалобы на условия содержания, а сам визит сопровождался толпой журналистов и изготовлением благостных фото. Другая правозащитница, председатель Московской Хельсинкской группы Людмила Алексеева в 2018 году одобрительно отозвалась о работе Москальковой на посту Уполномоченного.
Критике подверглись также действия некоторых сотрудников Москальковой. В частности, адвокат Ильдара Дадина осудил просьбу представителя Москальковой, обращённую к Конституционному суду Российской Федерации о сохранении уголовной ответственности за неоднократное нарушение порядка проведения митингов. Светова писала о том, что сотрудник Москальковой Т. А. Загхмут дала отписку по одному из дел.

### Назначение и реакция на него общественников
После перехода Эллы Памфиловой на должность главы ЦИК и прекращения её прежних полномочий 25 марта 2016 года нового уполномоченного по правам человека должна была избрать Государственная дума. Претендентами от фракций стали Татьяна Москалькова (выдвинута Справедливой Россией), депутат Олег Смолин (КПРФ) и сенатор Сергей Калашников (ЛДПР). Партия Единая Россия, Совет Федерации и президент РФ Владимир Путин не выдвинули собственных кандидатов. В ходе голосования 22 апреля 2016 года Татьяна Москалькова получила голоса 323 депутатов (её кандидатуру также поддержали три из четырёх внутрифракционных групп Единой России), Калашников — 140, Смолин — 97.
Возможное назначение Москальковой было встречено с опасением рядом правозащитников, отмечавших у неё отсутствие опыта в сфере защиты прав человека, поддержку ряда законов, нарушавших и ограничивавших права граждан, а также возможный конфликт интересов с МВД.
В то же время высказывались и слова поддержки. Так, заслуженный юрист России, вице-президент Федеральной палаты адвокатов РФ, член МХГ Генри Резник выразил уверенность, что для Москальковой репутация юриста — очень важная ценность. «Я полагаю, что Татьяна Николаевна на этой должности будет соответствовать предъявляемым требованиям», — прокомментировал он назначение Москальковой на должность омбудсмена.
Поддержал нового омбудсмена и член СПЧ, правозащитник Андрей Бабушкин: «С одной стороны я был рад, что Татьяна Николаевна так быстро включилась в работу УПЧ, с другой стороны, мне было немного стыдно, что, зная её более 20 лет, я сомневался, что у неё получится».
Лидеры правозащитных организаций положительно отозвались о первой встрече с Уполномоченным Москальковой. «Мне нравится её настрой, она слушает и готова разбираться в проблемах», — сказал о Москальковой Валерий Борщёв. Первые шаги омбудсмена в контактах с правозащитными организациями и умелую организацию этой встречи отметила правозащитник Светлана Ганнушкина.
В своей программной речи в день вступления в должность новый омбудсмен заявила: «Правозащитная тема стала активно использоваться западными и американскими структурами в качестве орудия шантажа, спекуляции, угроз, попыток дестабилизировать и оказать давление на Россию. У уполномоченного по правам человека есть достаточно инструментария, чтобы противодействовать этим явлениям». Приоритетными сферами ею были названы трудовые права, медобслуживание, образование, ЖКХ и миграция. Позже она неоднократно заявляла, что не признаёт употребления термина «политический заключённый» на основании того, что в законодательстве РФ отсутствует определение данного термина.
Узнав о негативной реакции части правозащитников на её назначение Уполномоченным по правам человека в Российской Федерации, Москалькова заявила (в связи с вопросом журналиста Павла Каныгина не обидно ли ей от этого): «Мне всё равно, что они говорят».

### Деятельность на посту Уполномоченного

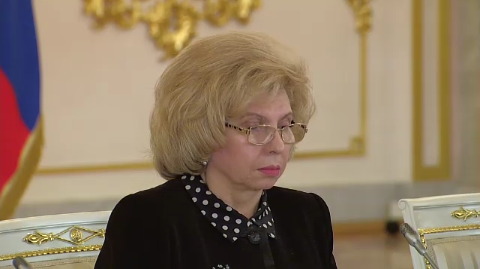
Т. Н. Москалькова на заседании Совета при Президенте Российской Федерации по развитию гражданского общества и правам человека (11 декабря 2018 года)

Предшественница Москальковой Элла Памфилова в последний день своего пребывания на посту Уполномоченного (25 марта 2016 года) в интересах заявителя из Челябинской области обратилась в Конституционный суд с просьбой проверить на соответствие Конституции статей 55 и 208 Кодекса административного судопроизводства. Согласно этим статьям граждане без высшего юридического образования не могут самостоятельно обращаться в суды за признанием недействительными тех или иных законодательных актов. В июле 2016 года Татьяна Москалькова поддержала эту жалобу, попросив рассмотреть возможность назначения гражданам бесплатного государственного юриста для сопровождения таких исков. В сентябре того же года Конституционный суд отказал в принятии этой жалобы к рассмотрению.
По сообщению Московской Хельсинкской группы (и самой Москальковой) летом 2016 года Москалькова подала кассационную жалобу в интересах осуждённого к 2,5 годам лишения свободы за нарушение законодательства о митингах И. И. Дадина. 30 сентября 2016 года Мосгорсуд отклонил эту жалобу. Однако в СМИ появилась информация со ссылкой на неназванного человека из «окружения» Уполномоченного, что Татьяна Москалькова не подписывала каких-либо документов в поддержку Дадина. Впрочем, на сайте Уполномоченного по правам человека в Российской Федерации имеется рубрика, в которой опубликованы документы по делу Дадина, в том числе обращение Москальковой в его интересах. Также известно, что Москалькова посетила Дадина в колонии в городе Сегежа (Карелия), выслушала его жалобы на пытки и предложила перевести его в другую колонию. Дадин был переведён в колонию в Амурскую область. О том, что Дадина переводят далеко от дома (без указания, куда переводят) его жена Анастасия Зотова узнала от Москальковой, которая сообщила ей, что просила перевести Дадина в Подмосковье, но ничего не может сделать в этой ситуации.
В ходе интервью корреспонденту «Новой газеты» Павлу Каныгину Москалькова заявила, что в России нет закона о запрете пропаганды гомосексуализма (пресловутый федеральный закон № 135, известный как «закон о запрете пропаганды гомосексуализма») и заявила, что отрицает наличие в РФ какого-либо ущемления прав сексуальных меньшинств с 2012 года. После вопроса о существовании политзаключённых Москалькова прервала беседу с журналистом, высадив Каныгина из автомобиля, в котором записывалось интервью. Правда через час, по словам Каныгина, она всё же нашла его и просила не публиковать это интервью, посчитав, что в нём она «выглядит плохо, не по-настоящему».
Другую версию встречи Каныгина с Москальковой изложил пресс-секретарь Уполномоченного по правам человека Алексей Зловедов. По словам Зловедова, Москалькова прервала интервью с Каныгиным, чтобы пообщаться с Уполномоченным по правам человека во Владимирской области. В связи с этим, по словам пресс-секретаря, Москалькова пересадила Каныгина в другой служебный автомобиль, в котором он со Зловедовым доехал до вокзала. Потом Каныгин беседовал с Москальковой в поезде. Зловедов утверждал, что не присутствовал во время этого разговора в поезде. Каныгин также отметил, что согласование встречи с Москальковой заняло около месяца и у него было стойкое ощущение, что он общается «с одной из специальных служб, а не с офисом федерального омбудсмена». В частности, сотрудники аппарата Уполномоченного попросили доставить в приёмную Татьяны Москальковой последние 10 номеров «Новой газеты» «для ознакомления с изданием».
В январе 2017 года в заседании Конституционного суда Российской Федерации была зачитана просьба Москальковой о сохранении «дадинской» статьи 212.1 УК РФ, предусматривающей уголовную ответственность за неоднократное нарушение порядка проведения митингов. Москалькова просила сохранить «с учётом запроса общества». Это выступление адвокат заявителя И. И. Дадина (единственного осуждённого по данной статье) назвал «ножом в спину правам человека». В итоге Конституционный суд Российской Федерации статью 212.1 УК сохранил, но ограничил её применение, после чего осуждённый Дадин был освобождён и полностью оправдан.
В апреле 2017 года экспертный совет при уполномоченном по правам человека создал рабочую группу по вопросам защиты гражданских и политических прав граждан, в которую вошли Людмила Алексеева и Валерий Борщёв (Московская Хельсинкская группа), Олег Орлов, Александр Черкасов (правозащитный центр «Мемориал»), Светлана Ганнушкина (Комитет «Гражданское содействие»), Игорь Каляпин («Комитет против пыток»), Наталья Таубина (фонд «Общественный вердикт»), Григорий Охотин («ОВД-инфо»), Григорий Мельконьянц (движение в защиту прав избирателей «Голос»). Члены этой группы информируют уполномоченного по правам человека о ситуации с соблюдением прав человека, снабжают аппарат уполномоченного конкретными фактами и исследованиями.
Большинство жалоб, поступающих к ней, Москалькова не рассматривает «самостоятельно». В докладе Уполномоченного по правам человека в Российской Федерации за 2016 год сообщается, что Уполномоченный за 2016 год из 42 549 жалоб граждан рассмотрела «самостоятельно» только 2858 обращений. Также в докладе Москальковой отсутствует информация о том, по какому количеству жалоб ей удалось добиться полного восстановления прав заявителей. Сотрудники же аппарата Москальковой отвечают заявителям отписками. Известная российская правозащитница Зоя Светова в августе 2016 года рассказывала, что вскоре после назначения на должность Москалькова собрала у себя представителей правозащитных организаций и пообещала «неформально» подходить к их просьбам. На этой встрече Светова говорила о деле «болотника» Максима Панфилова. Однако на обращение адвокатов «болотника» Максима Панфилова к Уполномоченному по правам человека в Российской Федерации была дана летом 2016 года отписка за подписью заместителя начальника отдела защиты прав человека при уголовном преследовании аппарата омбудсмена Т. А. Загхмут. В этой отписке содержалось странное утверждение, что Уполномоченный не вправе вмешиваться в рассмотрение ходатайств защиты об избрании меры пресечения. Светова отметила, что такой аргумент выглядит странным, так как предшественники Москальковой (Владимир Лукин и Элла Памфилова) поддерживали (иногда успешно) такие ходатайства и присылали своих сотрудников на судебные заседания об избрании меры пресечения. Светова отметила, что отписка Загхмут выдержана в «лучших традициях бюрократии».
В 2018 году Москалькова поддержала депутата Государственной думы Российской Федерации Леонида Слуцкого, которого обвиняли в сексуальных домогательствах в отношении трёх журналисток. По мнению Москальковой, эти обвинения — «совершенно гнусная ложь».
Москалькова в качестве омбудсмена иногда посещает места лишения свободы и СИЗО. Зоя Светова, которая присутствовала в ходе визита Москальковой 1 июня 2016 года в СИЗО № 6 Москвы, рассказывала, что Уполномоченный прибыла на чёрных лимузинах в компании с заместителем прокурора Москвы и исполняющим обязанности начальника УФСИН. Москалькова была в сопровождении толпы журналистов и побывала в двух камерах, которые находились в хорошем состоянии. Правозащитники уговорили Москалькову посетить обычную переполненную камеру, где находились женщины, уголовные дела которых практически не рассматривались. Однако посещать другую переполненную камеру Москалькова твёрдо отказалась, так как её ожидали две встречи — с Валентиной Матвиенко и Владимиром Путиным. Светова выразила недоумение тем, что Москалькова привела с собой толпу журналистов, чтобы снять в день защиты детей благостные фото обвиняемых «мамочек». Из-за краткости визита многие подследственные не имели возможности сообщить Москальковой о своих проблемах (переполненности камер, скверном питании, ограничении продуктовых передач, отсутствии питьевой воды, ограничении на передачу лекарств «с воли» и т. п.).
По ходатайству Москальковой Верховный суд Российской Федерации отменил решение о депортации Али Феруза. Кроме того, Москалькова просила передать из полиции Чечни на расследование в вышестоящую полицейскую инстанцию дело Оюба Титиева.
14 июня 2018 года встретилась с омбудсменом Украины Людмилой Денисовой в Москве. 15 июня 2018 года отправилась на встречу с российскими гражданами, которые находятся в украинских тюрьмах.
В 2019 году поддержала исковые требования в Верховном суде девушек из Тольятти, которые в суде оспаривали приказ министра обороны и директора Росгвардии запрещающие по половому признаку лицам женского пола военную службу по контракту на воинских должностях стрелка, снайпера, водителя, механика, танкиста, направив в суд своего представителя.
1 апреля 2021 года президент России Владимир Путин предложил Госдуме переназначить Татьяну Москалькову на пост уполномоченного по правам человека.
В июне 2021 года тяжело переболела коронавирусом, несмотря на то, что сделала прививку в апреле (предположительно — Спутник V).

### Оценки деятельности Москальковой на посту Уполномоченного по правам человека
Оценки деятельности Москальковой на посту Уполномоченного со стороны негосударственных правозащитников различные. Высоко оценила деятельность Москальковой в должности Уполномоченного по правам человека в Российской Федерации председатель Московской Хельсинкской группы Людмила Алексеева: 
Работает Татьяна Николаевна Москалькова не жалея себя, можно сказать, на изморе, и работает очень эффективно: она умеет разговаривать со всяким начальством ФСИНа, прокуратуры, полиции и т. д,, и у неё больше удач в отстаивании прав граждан, чем у её предшественников. Благодаря ей не только Ильдара Дадина оправдали, но и главу Карельского «Мемориала» Юрия Дмитриева, что было почти невероятно. Хоть предъявленное обвинение в детской порнографии было вздорным, Дмитриеву грозил длительный срок заключения, а Татьяна Николаевна спасла этого человека. Всех успехов российского омбудсмена Татьяны Николаевны Москальковой я не могу перечислить — их слишком много. Я уверена, человека на такой тяжёлой должности нужно поддерживать за каждое доброе дело, а если человек работает так самозабвенно, как Татьяна Николаевна, — тем более. 
11 апреля 2023 года Татьяна Москалькова вместе с её институтом была исключена из Европейской сети институтов по защите прав человека (ENNHRI), так как российское НИПЧ не выполнило обязательства по членству в ENNHRI. Этот прецедент стал первым в истории, когда исключили одного из членов ENNHRI. В ответ Москалькова заявила, что сама выходит.

## Научные работы
Автор 4 монографий, соавтор учебников по уголовному процессу, суду и правоохранительным органам, комментариев к Конституции и Уголовно-процессуальному кодексу. Соавтор более 100 научных статей.
В 1997 году защитила в Академии управления МВД России докторскую диссертацию на тему «Нравственные основы уголовного процесса: Стадия предварительного расследования», став доктором юридических наук.
В 2001 году защитила в Военном университете радиационной, химической и биологической защиты Министерства обороны Российской Федерации докторскую диссертацию на тему «Культура противодействия злу в работе правоохранительных органов Российской Федерации: Социально-философский аспект», став доктором философских наук.
Диссертации были проверены проектом «Диссернет» осенью 2015 года, не обнаружившим в них плагиата.

## Санкции
25 февраля 2023 года, на фоне вторжения России на Украину, включена в санкционный список Евросоюза за отрицание фильтрационных мероприятий на Украине:

Москалькова активно продвигает официальные нарративы, которые отрицают существование российской практики «фильтрации» и депортации украинского населения. Авторитетные источники подтверждают, что «фильтрационные» лагеря являются частью масштабных российских усилий по «фильтрации» украинского населения как средства подавления украинского сопротивления и принуждения к лояльности среди оставшегося населения. В рамках «фильтрации» российские силы допрашивали, задерживали и насильно депортировали от 900 000 до 1,6 миллиона украинских граждан, включая тысячи детей. В своих различных публичных выступлениях Татьяна Москалькова постоянно отрицает, что депортация украинских граждан происходит, тем самым активно распространяя дезинформацию в интересах правительства РФ.— «Официальный журнал Европейского союза», Брюссель, 28 февраля 2022 года.
19 мая 2023 года Москалькова включена в санкционный список Канады «близких соратников режима» за «нарушение Россией прав человека, включая перемещение и передачу под опеку украинских детей в Россию». Также 19 мая была внесена в санкционный список США, введённый в отношении «причастных к систематической и незаконной депортации украинских детей». С 20 июля 2023 года находится под санкциями Австралии за «роль в прямой или косвенной поддержке незаконного вторжения России в Украину».
По аналогичным основаниям Татьяна Москалькова была включена в санкционный список Швейцарии, Украины и Японии.

## Декларация о доходах
В открытом доступе можно найти депутатские финансовые декларации Татьяны Москальковой с 2010 года. До 2014 года её годовой доход стабильно составлял чуть больше двух миллионов рублей, но в 2014 и 2015 годов он равнялся 18,5 миллионов и 12,2 миллиона. Является собственником квартиры площадью 85 м², двух домов (254 м² и 19) и недостроенного дома площадью 343 м² в безвозмездном пользовании. Также владеет четырьмя земельными участками общей площадью почти 7 тысяч м² и несколькими небольшими долями в нежилых помещениях.

## Семья
Вдова. Имеет дочь и двух внуков.
Старший брат Владимир стал военным, дослужился до полковника.

## Награды, степени и звания
Награды России:
- Орден «За заслуги перед Отечеством» IV степени (26 марта 2025) — за большой вклад в укрепление законности, защиту прав и интересов граждан, многолетнюю добросовестную работу[73]
- Орден Почёта (2006)[74]
- Именное огнестрельное оружие (пистолет Макарова) — за выполнение специального задания на Северном Кавказе (2005)[2]
- Орден святой княгини Ольги (РПЦ)[1]
- Медаль «За освобождение Крыма и Севастополя» (17 марта 2014) — за личный вклад в дело по возвращению Крыма в Россию[75]
- Медали СССР[какие?]
- Медали РФ[какие?]
- Орден «Дуслык» (2025, Татарстан)[76].

Учёные степени:
- Доктор юридических наук
- Доктор философских наук
- Профессор

Звания:
- Заслуженный юрист Российской Федерации
- Генерал-майор милиции (1999)

Поощрения:
- Почётные грамоты Государственной думы и Совета Федерации[источник не указан 740 дней]
- Благодарность Правительства Российской Федерации (10 июля 2014) — за заслуги в законотворческой деятельности, направленной на решение стратегических задач социально-экономического развития страны[77]
- Почётная грамота Национального собрания Республики Беларусь (22 июня 2015) — за заслуги в укреплении межгосударственных и межпарламентских связей между Республикой Беларусь и Российской Федерацией[78]

## Публикации
- Москалькова Т. Н. Честь и достоинство: как их защитить? (Уголовно-процессуальный аспект). Пособие для слушателей народных университетов. — Москва: Знание, 1992. — 128 с. — ISBN 5-07-002027-7.
- Москалькова Т. Н. Каким судом судили Иисуса? // Наука и религия : журнал. — 1996. — № 2.
- Москалькова Т. Н. Меч и сила в борьбе со злом // Человек и закон : журнал. — 1996. — № 3.
- Москалькова Т. Н. Нравственные истоки уголовного процесса // Человек и закон : журнал. — 1996. — № 4.
- Москалькова Т. Н. Этика уголовно-процессуального доказывания (стадия предварительного расследования). — Москва: Спарк, 1996. — 125 с. — ISBN 5-88914-042-6.
- Москалькова Т. Н. Противодействие злу в русской религиозной философии. — Москва: Проспект, 1999. — 125 с. — ISBN 5-8369-0099-X.
- Москалькова Т. Н. Культура правовой деятельности (нравственный аспект). — Омск: ОмЮИ МВД России, 2000. — 168 с. — ISBN 5-88651-129-6.